# Riverview Plaza
Riverview Plaza je 47. nejvyšší budova světa, která se nachází ve městě Wuchan v Číně.
Měří 376 m, má 73 pater a byla vybudována v roce 2011 a zprovozněna o deset let později. Budova slouží jako kanceláře a hotely. Konstrukce je vytvořena ze skla a železobetonu.
Je to třetí nejvyšší budova ve městě. Ze západní strany jezdí metro. Z východní strany je řeka. 